# Бондаренко Андрій Ігорович

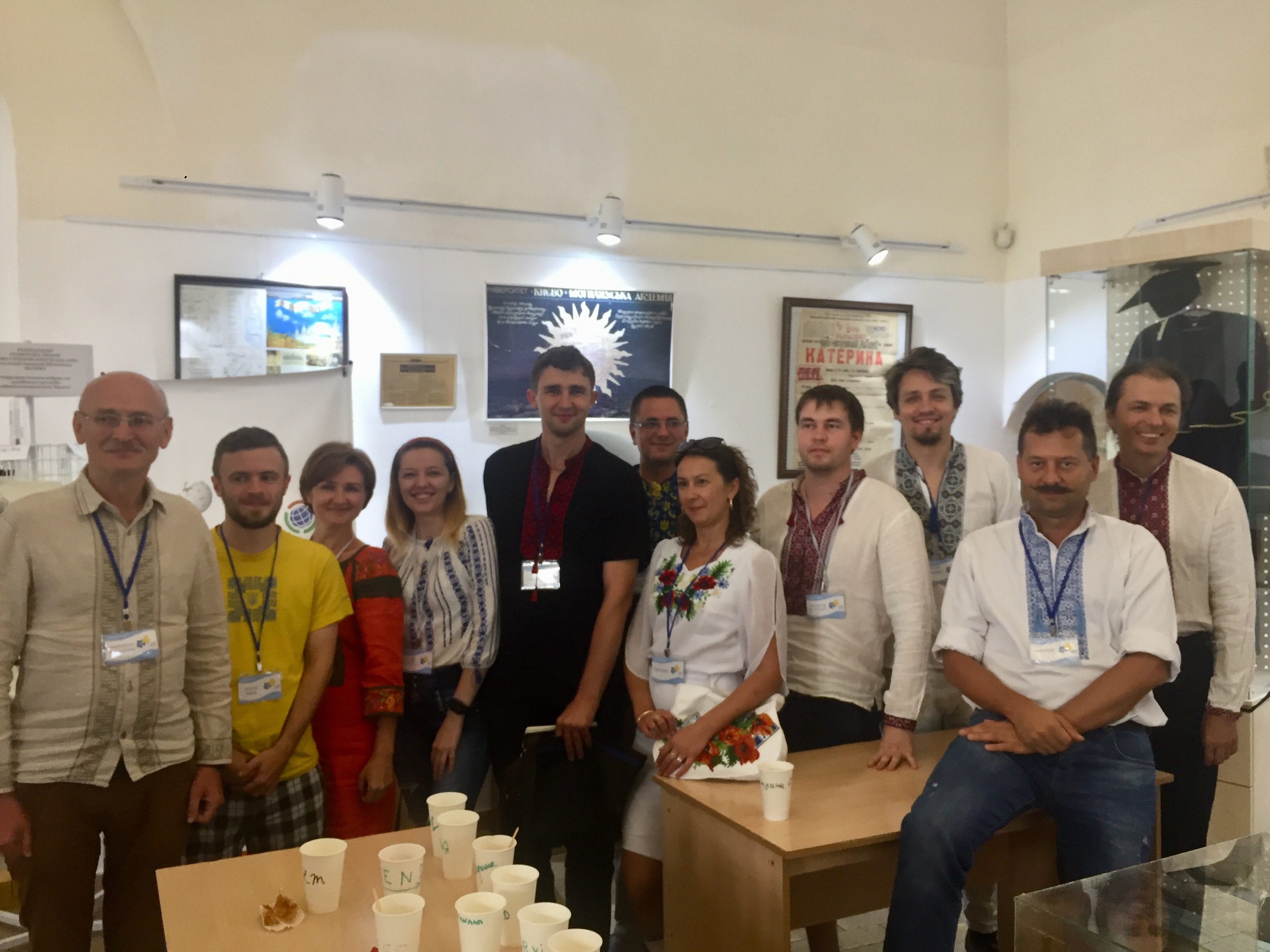
Вікіконференція 2018, Київ

Андрі́й І́горович Бондаре́нко (нар. 22 червня 1978, Бровари, Київська область) — український композитор і піаніст, громадський діяч, член НСКУ, співзасновник і перший голова правління ГО «Вікімедіа Україна». Кандидат мистецтвознавства.

## Життєпис

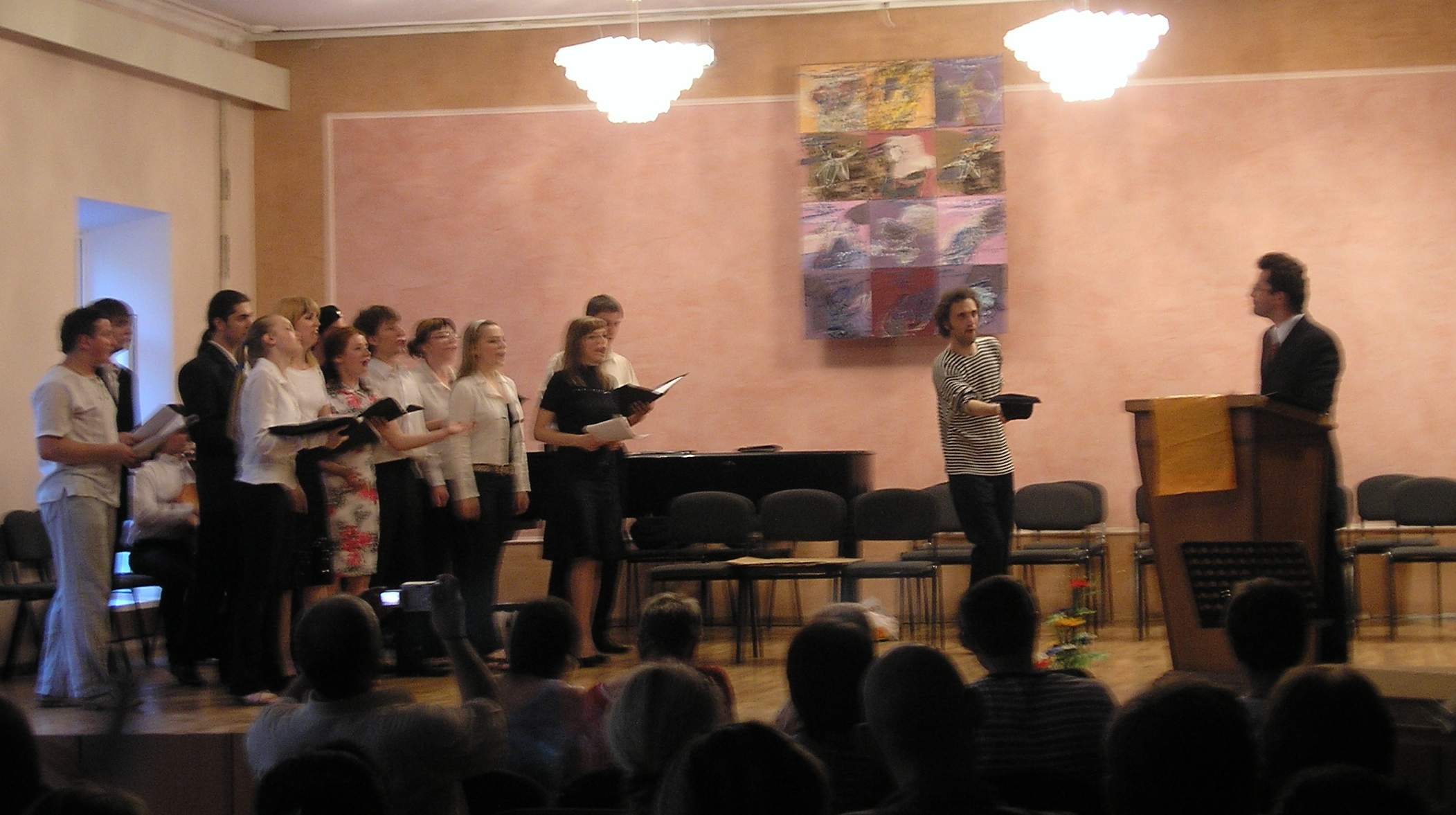
«Райок по-українськи»

У дев'ять років Андрій став переможцем дитячого республіканського конкурсу композиторів. В 1989—1996 навчався в Київській середній спеціальній музичній школі-десятирічці ім. М. В. Лисенка, 2000 року з відзнакою закінчив Національну музичну академію України ім. П. І. Чайковського за фахом фортепіано (клас професора Валерія Козлова) і композиція (клас професора Івана Карабиця). Вдосконалювався в майстер-класах «Техника на компонирање» (Північна Македонія (1999) та «Avantgarde Schwaz» (Австрія, 2000). У 2000—2003 продовжував навчання в асистентурі-стажуванні при НМАУ як піаніст, у 2004 був стипендіатом програми «Gaude Polonia» (Катовиці, Польща). З 2001 працює в Київському національному університеті культури і мистецтв, з 2006 викладає в Національній академії керівних кадрів культури і мистецтв.
Призер конкурсу композиторів імені І. та М. Коць (Київ, 1994), міжнародного конкурсу «Створення камерної опери на біблійний сюжет» (Санкт-Петербург, 2003), дипломант фортепіанних конкурсів іпам'яті Володимира Горовиця (Київ, 1997) та імені Рахманінова (Тамбов, 1996)
Учасник міжнародних фестивалів сучасної музики: «Музичні прем'єри сезону», «Київ Музик Фест», «Форум музики молодих», з 2006 року виступає у складі ансамблю «Нова музика в Україні».
2017 року впорядкував видання «Фридерик Шопен. Польські пісні в сучасних українських перекладах», яке репрезентує всі збережені до нашого часу пісні Фридерика Шопена.

## Твори
Сценічні твори:

Афіша, 2013

- «Золота середина», вокально-хореографічний дивертисмент (2003, лібретто О. Толокна та автора)[6]
- «Вигнання з раю», міні-опера на біблійний сюжет (2002)[7]
- «Райок по-українськи» (лібрето автора за мотивами виборчих програм та висловлювань політичних лідерів України) (2004–2006)
- «Різдвяна пісня», мюзикл (лібрето — Олена О'Лір, 2018)[8]
- «Кай і Герда», мюзикл для дітей (автор сценарію — Оксана Дондик, лібрето — Олена О'Лір, 2021)[9]

Дитячі балети:
1. «Ходить гарбуз по городу» (вокально-хореографічні сцени на український народний текст)
2. «Муха-цокотуха» (за мотивами вірша К. Чуковського)
3. «Маугліана» (за мотивами казки Р. Кіплінга)
4. «Аліса в Дивокраї» (за мотивами казки Л. Керрола, 2011)
5. «Снігова королева» (за мотивами казки Г. Х. Андерсена, 2013)

Для симфонічного оркестру:
- Симфонічна поема «Смуток над Дніпром» (1996)[10]
- Концерт для фортепіано з оркестром (2002)[11]
- Симфонічна поема «2004» (2006)[12]

Вокальні та хорові твори
- Вокальний цикл на вірші Ліни Костенко
- Камерна кантата «Er selbst wird kommen» (1999)
- Хоровий диптих на слова Тараса Шевченка (2005)

Інше
- 3 маленькі симфонії («simfonia piccola») для камерно-інструментальних ансамблів
- Твори для фортепіано у 2 та у 4 руки
- «Мамо» — фантазія на популярні українські теми (2009)
- «Не позичай мою любов», на слова С. Галябарди (2010)
- «Гімн Вікіпедії» для читця, вокального та інструментального ансамблів (2016)[13][14]

DVD
- Irena Tatiboit, DVD2 cours de danse contemporaine (автор музики) [Архівовано 12 березня 2017 у Wayback Machine.]

## Громадський діяч

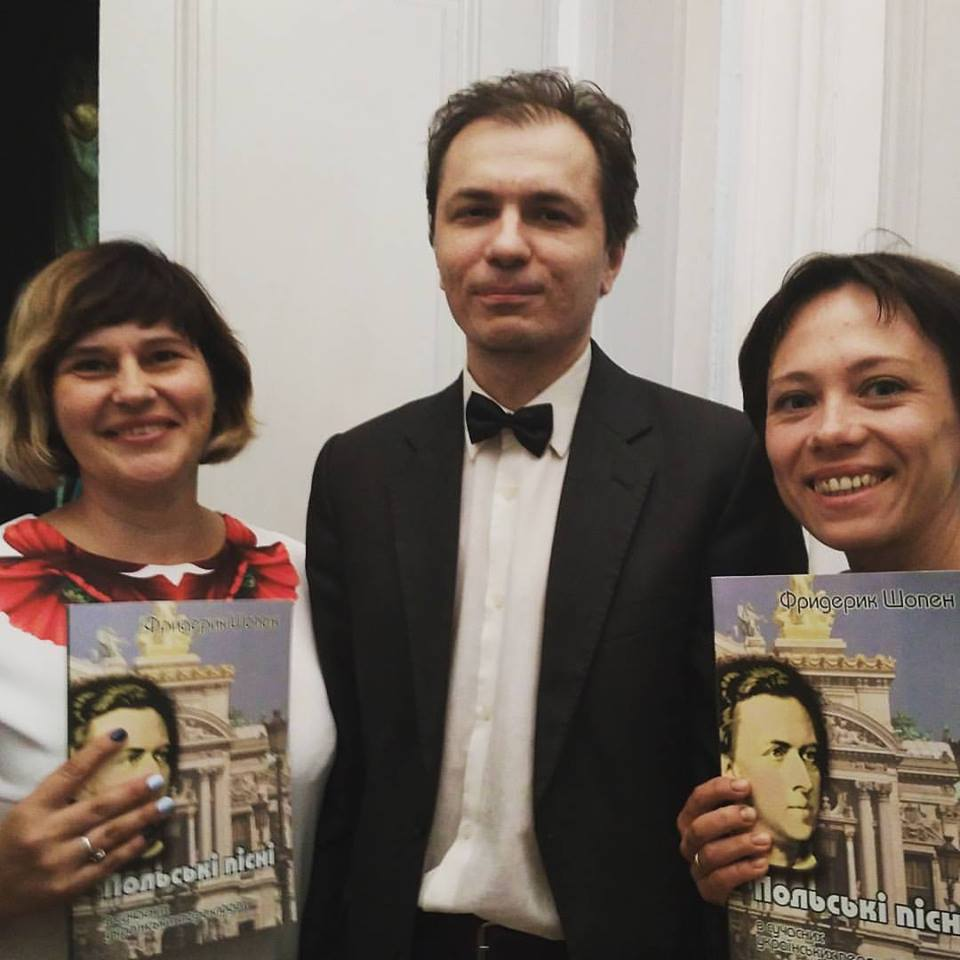
Поетеса Тетяна Череп-Пероганич, композитор Андрій Бондаренко і поетеса Анна Багряна презентують видання «Фридерик Шопен. Польські пісні в сучасних українських перекладах». 19 червня 2017, Український фонд культури

З травня 2006 активно редагує Українську Вікіпедію.
З 31 травня 2009 до 20 лютого 2017 — член ГО «Вікімедіа Україна», її перший голова правління (до 19 вересня 2010) — голова правління, з 17 грудня 2011 року — член правління.
З 18 серпня 2014 — член Громадської ради при Міністерстві культури України (від ГО «Вікімедіа Україна», а з лютого 2015 р. — член Президії Громадської ради при Мінкультури України, заступник голови — секретар постійної Комісії з культури, мистецтв та галузевої спеціальної освіти Громадської ради.
З 2011 року працює над проєктом «Світова класика — українською», що покликаний відродити традицію виконання класичних вокальних творів в українських перекладах.
Андрій Бондаренко на Євромайдані
Київ, Хрещатик, Євромайдан 2014. На фото 28 січня та 9 лютого Андрій Бондаренко перед Київрадою грає твори Шопена, Рахманінова. З початку лютого впоперек Хрещатику від Будинку профспілок діяла галерея вибраних фотографій Майдану. На фото 16 лютого фрагмент цієї галереї (Святослав Вакарчук, Андрій Бондаренко та інші). Усе це знищив «Беркут» під час наступу 18 лютого.[джерело?]

28 січня, —18 °C
28 січня, —18 °C
28 січня, —18 °C
28 січня, —18 °C
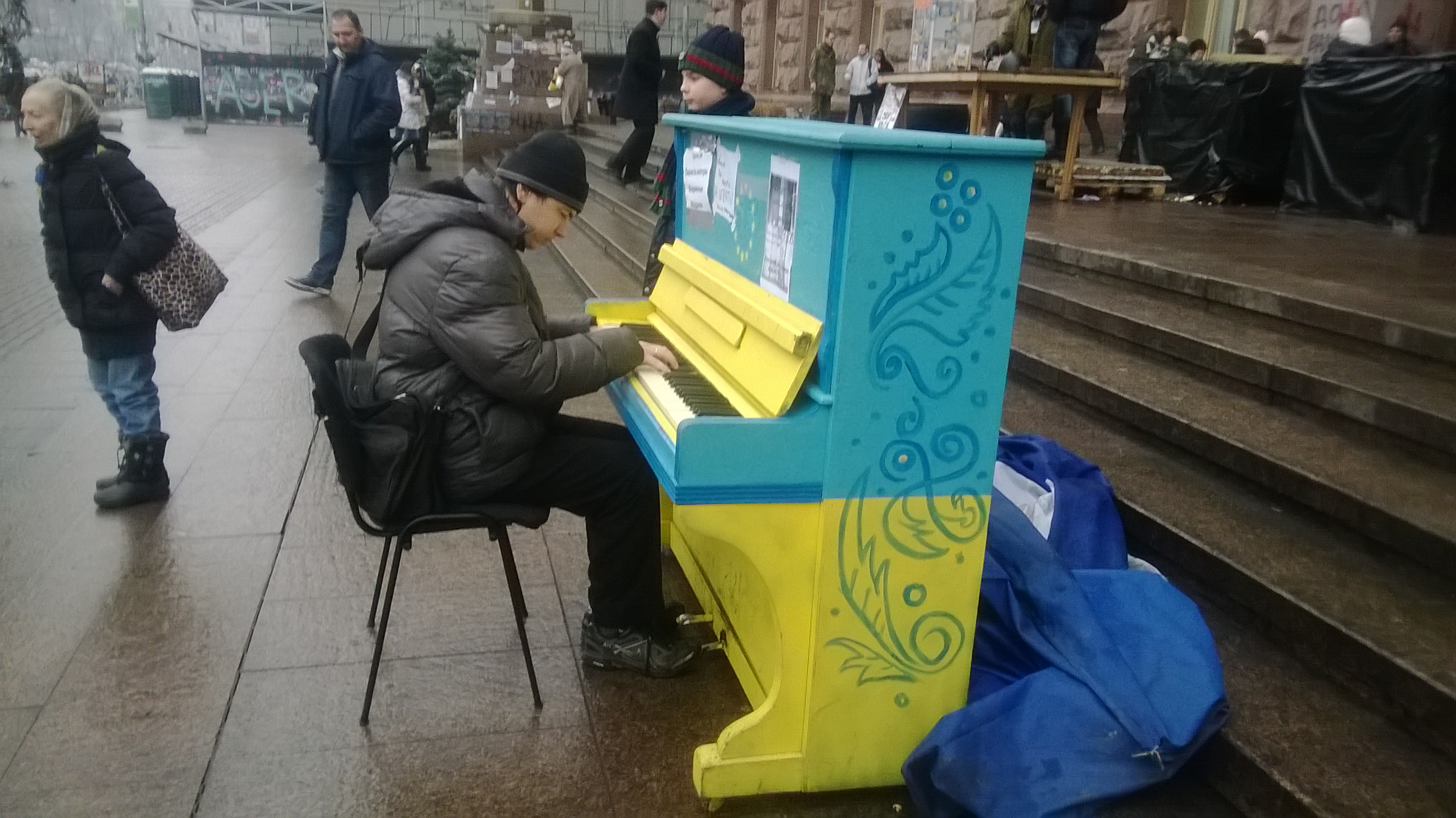
9 лютого
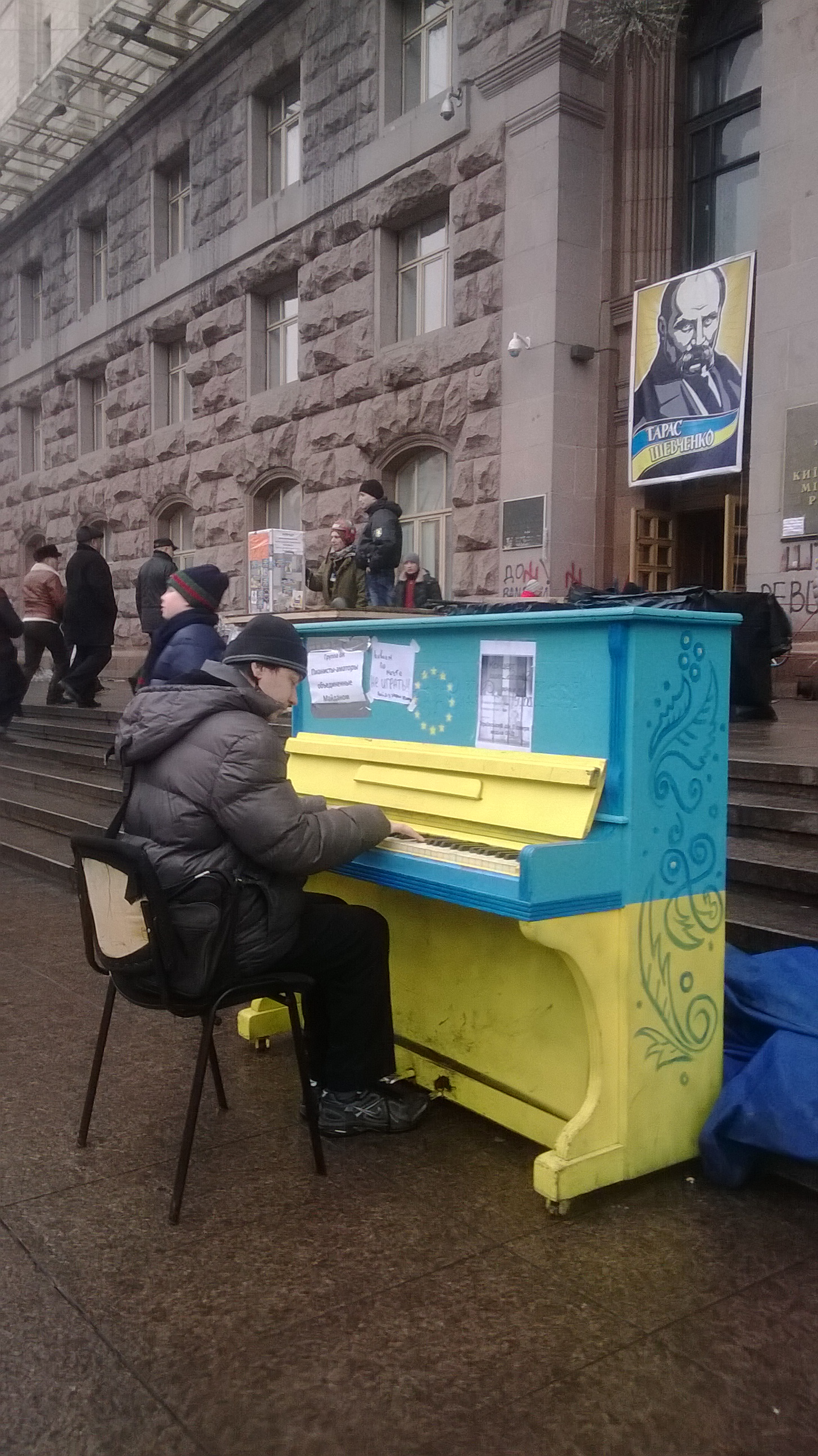
9 лютого
9 лютого
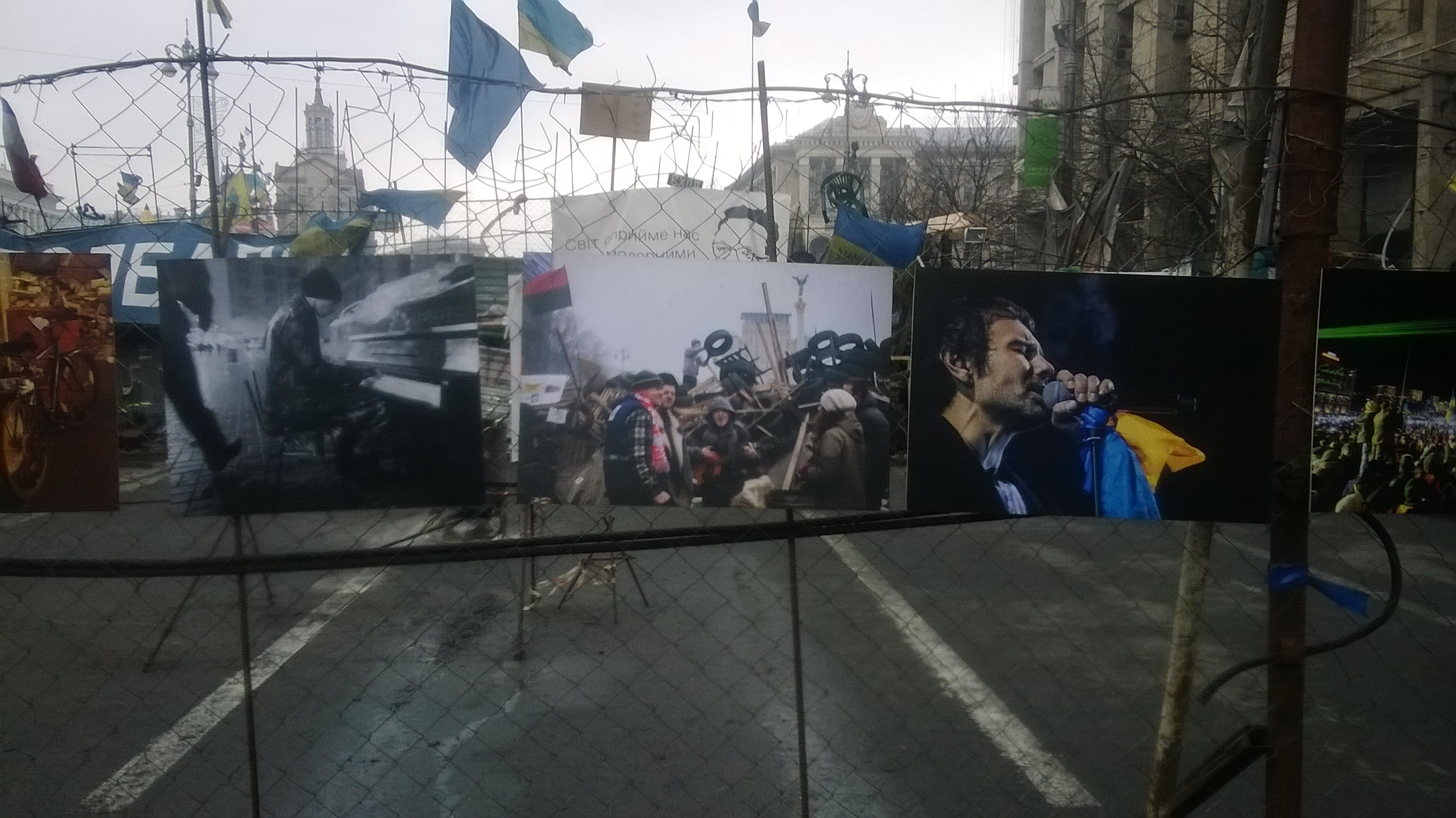
16 лютого

## Відзнаки
- Почесна грамота Міністерства культури України (2015)[21]
- Лауреат відзнаки «Вікімеч» імені Олега «Raider» Ковалишина — «за внесок у майбутню Перемогу України в інформаційній війні» (2021)[22]